# Rotte (Luftfahrt)

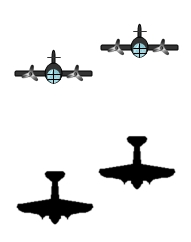
Rotte

Als Rotte wurde in der militärischen Luftfahrt eine Formation aus normalerweise zwei Flugzeugen oder Hubschraubern bezeichnet. In der Schweiz lautet der entsprechende Begriff „Patrouille“. Je nach Einsatzauftrag können es auch mehr sein.
Verantwortlich für Führung der Rotte ist der Rottenführer. Er wählt seine Position innerhalb der Formation je nach Lage und Einsatz. 
Die nächstgrößere fliegende Formation bezeichnet man als Kette. 
In der heutigen Luftwaffe besteht eine Rotte aus zwei bis drei Flugzeugen, ab vier Flugzeugen spricht man von einem Schwarm (Schweiz: „Doppelpatrouille“). Die Rotte wird von einem Rottenführer mit ggf. einem stellvertretenden Rottenführer geführt, der Schwarm von einem Schwarmführer, ggf. einem stellvertretenden Schwarmführer und der benötigten Anzahl an Rottenführern.

## Besonderheit

### NATO-Luftverteidigungssystem
Im gemeinsamen Luftverteidigungssystem der NATO, beispielsweise für Air Policing oder Quick Reaction Alert, werden Alarmrotten vorgehalten, die in einer hohen militärischen Bereitschaftsstufe mit Abfangjägern 24 Stunden an 365 Tagen verfügbar sind. Der Einsatzbefehl erfolgt durch einen vorgesetzten nationalen Gefechtsstand, ein CRC oder ein CAOC.

### Nationale Volksarmee
In den Luftstreitkräften der NVA war die der Rotte vergleichbare kleinste fliegende Formation das Paar. Es bestand aus zwei Luftfahrzeugen, dem Führenden (Vorgesetzten) und dem Geführten (Untergebenen). Übernommen wurde die Bezeichnung von den sowjetischen Luftstreitkräften (dort: Para, russisch Пара).

### Luftwaffe der Wehrmacht
In der Luftwaffe der Wehrmacht hatte der erfahrenere Flugzeugführer als Rottenführer das Sagen. Sein Rottenflieger (im Sprachgebrauch der Flieger auch Kaczmarek genannt) konnte durchaus ranghöher sein.

## Bilder

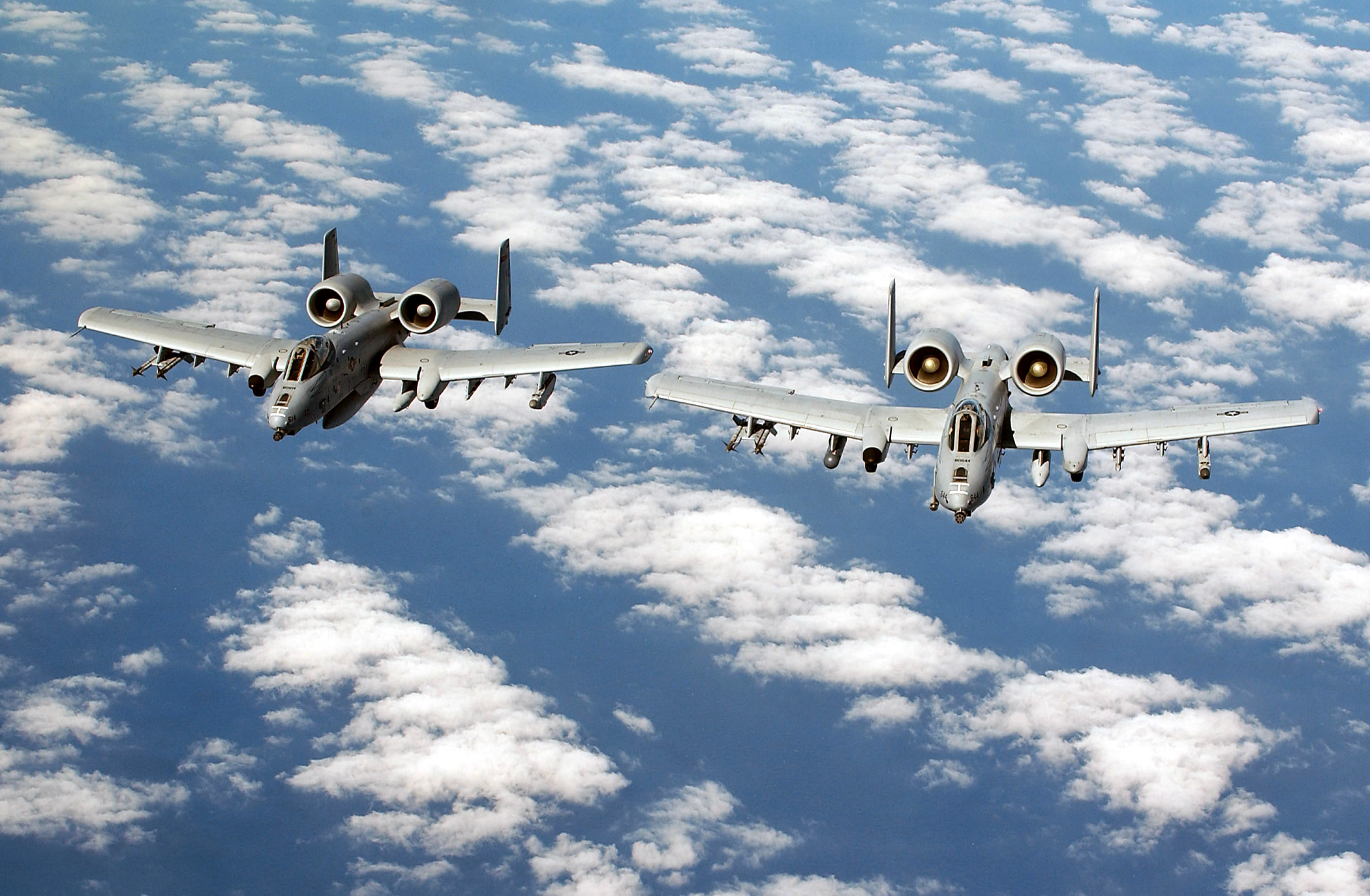
Rotte A-10 Thunderbolt
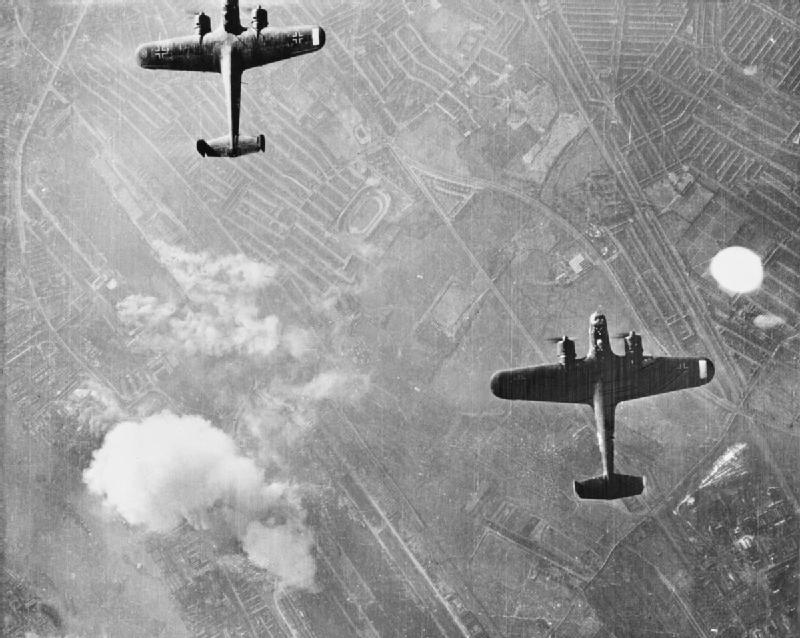
Rotte mit Dornier Do 17
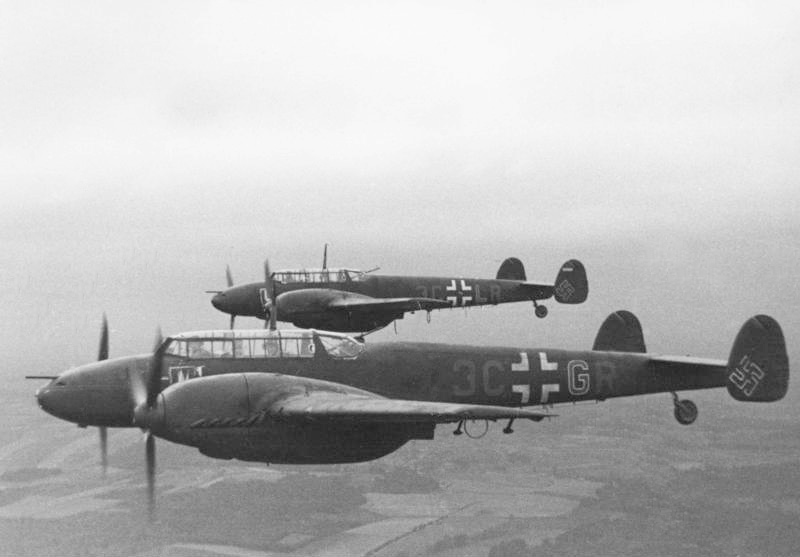
Rotte mit Messerschmitt Bf 110
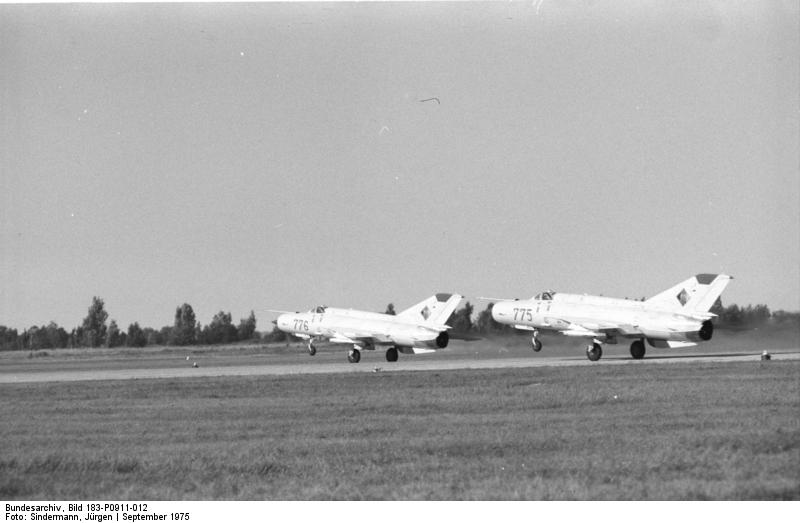
NVA: Start zweier MiG-21 in Paarformation
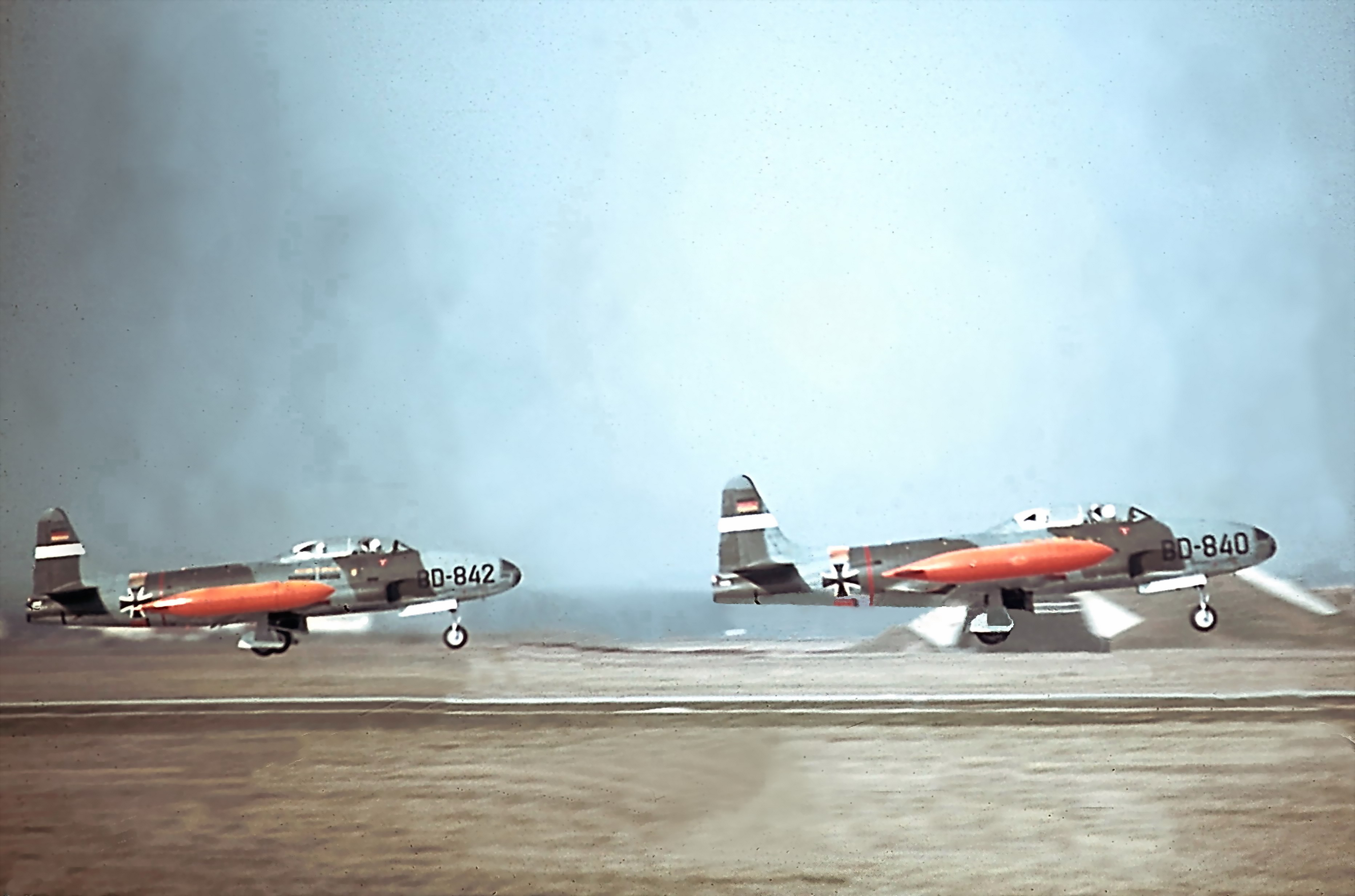
Rotte mit T-33 beim Start auf dem Fliegerhorst Fürstenfeldbruck